# Schnellfahrstrecke Mumbai–Ahmedabad
| |                      |                              |                              |
| Streckenlänge: | 508,1 km             |                              |                              |
| Spurweite: | 1435 mm (Normalspur) |                              |                              |
| Stromsystem: | 25 kV, 50 Hz ~       |                              |                              |
| Streckengeschwindigkeit: | 320 km/h             |                              |                              |
| |                      |                              |                              |
| \| \| \| Mumbai BKC Station \| \| \| \| Thane \| \| \| \| Depot und Werkstatt Thane \| \| \| \| Richtung Pune \| \| \| \| 21 Km Tunnel \| \| \| \| Virar \| \| \| \| Wartungs-Depot \| \| \| \| Dahanu \| \| \| \| Grenze Maharashtra – Gujarat \| \| \| \| Vapi \| \| \| \| Wartungs-Depot \| \| \| \| Valsad \| \| \| \| Surat \| \| \| \| Depot Surat \| \| \| \| Bharuch \| \| \| \| Wartungs-Depot \| \| \| \| Vadodara \| \| \| \| Anand/Nadiad \| \| \| \| Depot Ahmedabad \| \| \| \| Ahmedabad \| \| \| \| Richtung Delhi \| |                      |                              |                              |
| |                      | Mumbai BKC Station           |                              |
| Haltepunkt / Haltestelle (Strecke außer Betrieb) |                      | Thane                        | Thane                        |
| Abzweig geradeaus und nach rechts (Strecke außer Betrieb) |                      | Depot und Werkstatt Thane    | Depot und Werkstatt Thane    |
| Abzweig geradeaus, nach rechts und von rechts (Strecke außer Betrieb) |                      | Richtung Pune                | Richtung Pune                |
| |                      | 21 Km Tunnel                 |                              |
| Haltepunkt / Haltestelle (Strecke außer Betrieb) |                      | Virar                        | Virar                        |
| Abzweig geradeaus und nach rechts (Strecke außer Betrieb) |                      | Wartungs-Depot               | Wartungs-Depot               |
| Haltepunkt / Haltestelle (Strecke außer Betrieb) |                      | Dahanu                       | Dahanu                       |
| Grenze (Strecke außer Betrieb) |                      | Grenze Maharashtra – Gujarat | Grenze Maharashtra – Gujarat |
| Haltepunkt / Haltestelle (Strecke außer Betrieb) |                      | Vapi                         | Vapi                         |
| Abzweig geradeaus und von rechts (Strecke außer Betrieb) |                      | Wartungs-Depot               | Wartungs-Depot               |
| Haltepunkt / Haltestelle (Strecke außer Betrieb) |                      | Valsad                       | Valsad                       |
| Bahnhof (Strecke außer Betrieb) |                      | Surat                        | Surat                        |
| Abzweig geradeaus und nach rechts (Strecke außer Betrieb) |                      | Depot Surat                  | Depot Surat                  |
| Haltepunkt / Haltestelle (Strecke außer Betrieb) |                      | Bharuch                      | Bharuch                      |
| Abzweig geradeaus und von rechts (Strecke außer Betrieb) |                      | Wartungs-Depot               | Wartungs-Depot               |
| Bahnhof (Strecke außer Betrieb) |                      | Vadodara                     | Vadodara                     |
| Haltepunkt / Haltestelle (Strecke außer Betrieb) |                      | Anand/Nadiad                 | Anand/Nadiad                 |
| Abzweig geradeaus und von rechts (Strecke außer Betrieb) |                      | Depot Ahmedabad              | Depot Ahmedabad              |
| Bahnhof (Strecke außer Betrieb) |                      | Ahmedabad                    | Ahmedabad                    |
| Strecke (außer Betrieb) |                      | Richtung Delhi               | Richtung Delhi               |

Die Schnellfahrstrecke Mumbai–Ahmedabad von Mumbai nach Ahmedabad ist die erste im Bau befindliche  Schnellfahrstrecke in Indien.

## Geschichte
Im Jahr 2013 vereinbarten der zu diesem Zeitpunkt amtierende indische Premierminister Manmohan Singh und der japanische Premierminister Shinzō Abe die gemeinsame Durchführung einer Machbarkeitsstudie für den Korridor, die auf japanischer Seite von der Japan International Cooperation Agency (JICA) durchgeführt und im Juli 2015 vorgelegt wurde. Aufbauend auf den Ergebnissen der Studie unterzeichneten im Dezember 2015 der indische Premierminister Narendra Modi und der japanische Premierminister Shinzō Abe ein Memorandum of Understanding über den Bau der Strecke. Er wird durch die National High Speed Rail Corporation Ltd. (NHSRCL) durchgeführt. Der offizielle Start des Projekts war im September 2017. Das Investitionsvolumen wurde mit 1080 Mrd. Rupien (13 Mia. Euro) veranschlagt.
Im Mai 2021 waren 94 % der Aufträge für die Bauarbeiten des in Gujarat liegenden Streckenabschnitts vergeben. Von den Investitionskosten werden über 80 % über einen Kredit der JICA mit einer Laufzeit von 20 Jahren finanziert. Entgegen dem Vertrag von 2017 setzte Indien Anfang 2021 durch, dass sich auch indische Firmen an den Oberbauarbeiten und am Bau der Brücken beteiligen können. Ursprünglich war vorgesehen, dass diese Arbeiten nur von japanischen Firmen durchgeführt werden können und dass Zement und Stahl ausschließlich aus Japan importiert würden. 
Im Projekt traten Verzögerungen und Mehrkosten auf, weil der Landerwerb nicht den vorgesehenen Fortschritt machte. Nach dem Indisch-Japanischen Memorandum of Understanding beginnen die Bauarbeiten erst, wenn 80 % des Landes für den betreffenden Abschnitt erworben ist. In Maharashtra konnten bis im Frühjahr 2022 erst 68 % des für die Schnellfahrstrecke benötigten Landes erworben werden, während in Gujarat und in Dadra und Nagar Haveli praktisch alles Land bereits erworben werden konnte. Maharashtra weigert sich, entweder 50 Mia. Rupien (640 Mio. Euro) an das Projekt zu zahlen oder den Landerwerb für den Bau des Bahnhofs für die Hochgeschwindigkeitszüge in Mumbai zu erleichtern. Auch der Landerwerb  im Thane Creek bereitet Mühe. Die Gesamtkosten des Projektes hätten sich auf 1800 Mrd. Rupien (21,8 Mia. Euro) erhöht.
Erste Probefahrten auf dem 47 km langen Abschnitt zwischen Surat und Bilimora sind für 2026 vorgesehen. Auf dem Streckenabschnitt in Gujarat soll 2027 der Betrieb aufgenommen werden. Die Eröffnung der ganzen Strecke ist für 2028 geplant.

## Streckenführung
Die für 320 km/h Höchstgeschwindigkeit trassierte Strecke ist 508,1 km lang und wird in Normalspur 1435 mm gebaut. Im Bundesstaat Maharashtra liegen 156 km, im Bundesstaat Gujarat 352 km der Strecke. Sie besitzt zwölf Bahnhöfe, von denen vier in Maharashtra und sieben in Gujarat liegen. In Mumbai ist der Bahnhof im Bandra Kurla Complex vorgesehen. Nördlich von Mumbai im Thane Creek ist ein 21 Kilometer langer Tunnel vorgesehen, von dem sieben Kilometer unter Wasser verlaufen werden. Im Gesamten sind 25,8 Kilometer Tunnel vorgesehen, der größte Teil der 508,1 Kilometer langen Strecke, nämlich 469,4 Kilometer, wird auf Brücken verlaufen. Nur 12,9 km werden auf gewachsenem Boden entweder auf Dämmen oder in Einschnitten verlaufen.

## Fahrzeuge
Für den Betrieb werden 24 Hochgeschwindigkeitszüge der Shinkansen-Baureihe E5 zu einem Preis von 50 Mrd. Rupien beschafft. Die Fahrzeuge werden auf die klimatischen Bedingungen Indiens angepasst und bestehen aus zehn Wagen mit insgesamt 698 Sitzplätzen in der zweiten sowie 55 Sitzplätzen in der ersten Klasse. Es soll spezielle Toiletten für Männer und Frauen in verschiedenen Wagen geben. Im Dezember 2020 veröffentlichte die Japanische Botschaft in Indien erste Renderings der modifizierten Baureihe E5.

## Betrieb
Die Strecke soll bei einer Höchstgeschwindigkeit von 320 km/h betrieben werden. Es sollen unterschiedliche Zugkategorien angeboten werden, von denen die Expresszüge unterwegs nur in Surat und Vadodara halten werden und so die Gesamtstrecke in knapp zwei Stunden bewältigen sollen, die an allen Unterwegsbahnhöfen haltenden Züge werden knapp drei Stunden benötigen. Es ist geplant, dass täglich 35 Züge pro Tag und Richtung die Strecke befahren, wobei pro Stunde zwei Züge, in der Spitzenstunde sogar drei vorgesehen sind. Es werden 36.000 Fahrgäste pro Tag prognostiziert.